# サウルの自殺 (ブリューゲルの絵画)
『サウルの自殺』（サウルのじさつ、独: Selbstmord Sauls、英: The Suicide of Saul）は、初期フランドル派の巨匠ピーテル・ブリューゲルがアントウェルペン時代の終わりに近い1562年に板上に油彩で描いた絵画で、画家が『旧約聖書』を主題にした最初の作品である。「サムエル記」に記述されるイスラエル王サウルの物語を表しており、画面には「SaulXXXI」と記されている。本作は壮大な景観を描いているが、画家の作品中、最も小さなものの1つである。作品はウィーンの美術史美術館に所蔵されている。

## 主題
作品に描かれているのは、「サムエル記」 (上、第31章:1-5) に描かれているイスラエル王サウルの滅亡である。ギルボア山でサウルの統率するイスラエル軍とペリシテ人の大軍との壮絶な対戦が起きるが、イスラエル軍は惨敗を喫する。自ら深い傷を負うサウルは敵のなぶり者になる前に、従卒に「お前の剣を抜き、わたしを刺し殺してくれ。あの無割礼の者どもに襲われて刺し殺され、なぶりものにされたくない」と命じる。だが、従卒が恐れたために自らの剣の上にうつぶせになって自害する。

## 作品

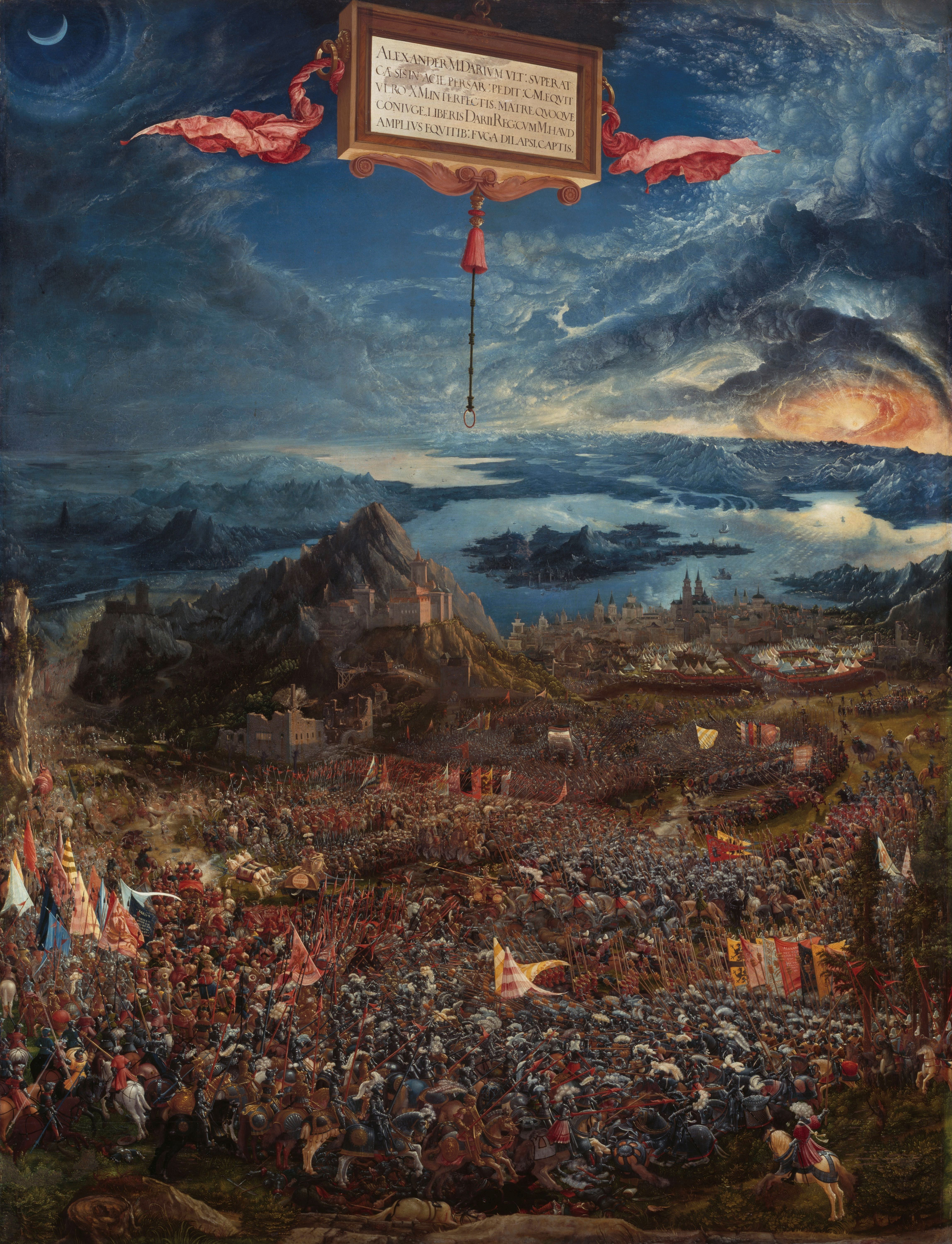
アルブレヒト・アルトドルファー『アレクサンダー大王の戦い』 (1529年) アルテ・ピナコテーク、ミュンヘン

一見してペリシテ人の軍隊 (右側) のほうがイスラエル人 (左側) よりはるかに優勢であることを地勢、兵士、武器の数などから示すべく工夫がなされている。前方にはペリシテの大軍、さらに山に登ってくるペリシテの援軍が描かれている。他方、イスラエル軍は町を捨て、川を渡り敗走する様が描かれており、戦場での大混乱を自然の地形を利用することで効果的に表している。
鑑賞者は本作の緊迫した交戦状態に圧倒され、サウルの姿にすぐに気がつかないかもしれない。サウルと従卒は左端の崖の上に姿を見せている。崖の下には槍を持った無数の兵士たちが密集していて、中には馬上の上官の姿もある。
「サムエル記」には崖がサウルの自殺した場所であったという記述はないが、ブリューゲルは仲間から離れた崖を自殺の場所とすることで、神に背き (占い女に運命を語らせた)、孤立無援となったサウルの孤独な死を強調している。旧約聖書ではまだ自殺行為に対するキリスト教的道徳観は示されていないが、本作にはサウルの傲慢さや自殺行為へのブリューゲルの批判が感じられる。
本作で目を引くのは迫力に満ちた山岳風景である。この風景は、イタリアに旅行した画家のアルプス山脈体験に裏打ちされたものであろう。作品の真の主題はこの風景であり、サウルの物語は2次的な重要性しか持っていない。彼の死は、広大な自然の中ではただ1つの出来事に過ぎないのである。
戦場での槍合戦を描いた作品としてアルブレヒト・アルトドルファーの『アレクサンダー大王の戦い』 (アルテ・ピナコテーク、ミュンヘン) は、本作の先例として比較されてきた。その影響があるどうかは不明であるが、ともに壮大な自然を描いていて、風景画としての資質を持っている。だが、アルトドルファーの作品が大作であるのに対し、大作の迫力を持つブリューゲルの本作は小品である。